# Salto da Divisa
Salto da Divisa es un municipio brasileño del estado de Minas Gerais. Su población estimada en 2004 era de 6.261 habitantes. La ciudad pasa por un proceso de urbanización, con la implantación del lago de la hidroeléctrica de Itapebi, que rodea la ciudad.